# カラハリ人
カラハリ人（ツワナ語: Bakgalagadi、英語: Kgalagadi people）は、主にボツワナの居住している。また、同国の多数派民族ツワナ人と同じソト・ツワナ系民族。

## 概要
カラハリ人のカラハリ砂漠への移動は、17世紀頃に始まったとされる。1820年代にズールー王国の勢力拡大にともない隣接するツワナ人、さらに隣接するカラハリ人はカラハリ砂漠の奥地まで移動して行ったとされてる。バクウェナ首長国成立したことによりヨーロッパ人がボツワナに訪れ始めた。カラハリ砂漠での交易が盛んになり、バクウェナ首長国はカラハリ人やサン人を使用人として使い。象牙や毛皮を入手するためカラハリ砂漠奥地へ拡大した。毛皮価格が上昇するにつれヨーロッパ人と直接交易するようになったが、1870年代にカラハリ交易が衰退し、1885年にイギリスにより植民地化されボツワナ全域がベチュアナランド保護領となった。カラハリ人やサン人が住むカラハリ砂漠奥地はイギリス王室直属領となった。ボツワナ独立後は政府により定住化政策がおこなわれた。近年では都市化により多数派のツワナ語に同化しつつある。

## 生活
カラハリ人の多くは牧畜民であり、ウシやヤギなどの家畜と共に暮らしている。家畜は主に乳目的で飼育され、牛糞は土と混ぜられて、家の壁の材料として利用される。伝統的にカラハリ人はウシを中心とした畜産物と近くの畑からとれる農作物により自給的な生活を送ってきたが、近年では、現金を得るため就職しなければならないが、公務員などしか仕事がなく失業している若者が多くなってきている。